# Ralf Pleger
Ralf Pleger (* 1967 in Rathenow) ist ein deutscher Filmemacher und Regisseur.

## Leben
Ralf Pleger wuchs im Havelland auf und lebt seit 1989 in Berlin. Er studierte Musikwissenschaft und Kunstgeschichte an der Freien Universität Berlin und an der Universität Mailand. Er war als Dramaturg bei zahlreichen internationalen Opernproduktionen beteiligt, unter anderem an der Berliner Staatsoper Unter den Linden und bei den Innsbrucker Festwochen.
Einen Schwerpunkt seiner Arbeit als Filmemacher bilden Musikfilme und Künstlerporträts. In Filmen wie Wagnerwahn und Die Akte Tschaikowsky kombiniert Pleger klassische Musikthemen mit unorthodoxen Erzählweisen. Ein Merkmal seiner Werke ist der Einsatz genreübergreifender Stilmittel.
2009 drehte er Cape of Good Voices, einen Dokumentarfilm über eine Tournee der Cape Town Opera für den Norddeutschen Rundfunk/Arte, welcher auch bei der BBC in Schottland und ABC in Australien gezeigt wurde.
Plegers Kino-Dokumentarfilm The Florence Foster Jenkins Story mit Joyce DiDonato in der Titelrolle ist im November 2016 erschienen.
Seit 2016 ist Ralf Pleger auch als Regisseur für Opern und Bühnenshows tätig. 2016 inszenierte Ralf Pleger In War & Peace - Harmony Through Music, eine Konzertshow mit Joyce DiDonato, Manuel Palazzo, Maxim Emelyanychev und dem Orchester Il pomo d’oro. Die Show mit Lichtdesign von Henning Blum, Videos von Yousef Iskandar und Kostümen von Vivienne Westwood debütierte weltweit an mehr als 30 Konzerthäusern und Theatern, unter anderem an der New Yorker Carnegie Hall, am Teatro Real Madrid, am Théâtre des Champs-Elysées Paris, am Wiener Konzerthaus, an der Berliner Philharmonie, an der Elbphilharmonie, am Teatro Colón Buenos Aires und am National Centre for the Performing Arts in Peking. Im Oktober 2019 führte die Abschlusstournee von In War & Peace durch Südamerika.
2021 verfilmte Ralf Pleger Giovanni Battista Pergolesis Komposition Stabat mater im Konzerthaus Berlin mit Anna Prohaska und Philippe Jaroussky in den Gesangsrollen. Für die Produktion entwarf Pleger ein spezielles Lichtdesign.
In künstlerischer Zusammenarbeit mit dem Bildhauer und Bühnenbildner Alexander Polzin inszeniert Ralf Pleger im Frühjahr 2019 die Oper Tristan und Isolde von Richard Wagner am Théâtre de la Monnaie in Brüssel. Im Februar 2020 erlebte die Inszenierung eine neu einstudierte Wiederaufnahme am Teatro Comunale di Bologna.
Pleger nimmt im Zusammenhang mit dem Krieg in Israel und Gaza seit 2023 israelfeindliche Positionen ein. Der Journalist Sebastian Leber warf ihm in diesem Zusammenhang vor, Lügen über ihn zu verbreiten.
Pleger lebt offen schwul.

## Preise und Nominierungen
- Nominierung für den International Emmy Award 2014 für Wagnerwahn
- Public Award beim Montreal World Film Festival 2013 für Wagnerwahn
- Czech Crystal „Beste Musikdokumentation“ beim TV-Festival Golden Prague 2008 für Der Maestro-Macher – Jorma Panula und seine finnische Dirigentenschule
- ECHO Klassik Award 2016 für Die Akte Tschaikowsky[20]
- Jury Prize for Originality beim TV-Festival Golden Prague 2017 für Die Florence Foster Jenkins Story[21]
- “Best Documentary” beim Gulf of Naples Independent Film Festival 2019 für The Art of Museums – Museo del Prado[22]

## Filmografie (Auswahl)
- 1996: Musikstadt Sankt Petersburg (Musikfilm/Dokumentation)
- 1999: Streifzug durch das musikalische Krakau (Musikfilm/Dokumentation)
- 2000: Die Berliner Philharmoniker und ihre Stadt (Musikfilm)
- 2001: Musik in Istanbul – Zwischen Orient und Okzident (Musikfilm/Dokumentation)
- 2002: Musikstadt Palermo (Musikfilm/Dokumentation)
- 2003: Fado kommt von Schicksal – Ein musikalischer Streifzug durch Lissabon (Musikfilm/Dokumentation)
- 2005: Die Dirigentin Simone Young – Von Australien an die Alster (Musikporträt)
- 2006: Mit Krone und Kamera – Das Heimkino der Welfen (Dokumentation)
- 2007: Der Maestro-Macher – Jorma Panula und seine finnische Dirigentenschule (Filmporträt)
- 2007: Anne-Sophie Mutter – Dynamik eines Welterfolgs (Musikporträt)
- 2008: Händel – Der Film (Musikfilm/Dokufiktion)
- 2009: Donna Leon – Abenteuer einer Krimi-Lady (Filmporträt)
- 2009: Cape of Good Voices – Tournee der Cape Town Opera (Dokumentarfilm)
- 2010: Kap der guten Stimmen – Südafrika im Opernrausch (Musikfilm/Dokumentation)
- 2010: Konzertreise mit 4 PS – Die Zeitreise des Pianisten Markus Groh (Musikfilm/Dokumentation)
- 2012: Salut Salon: Der Film. (Musikfilm)
- 2012: Joyce DiDonato: Drama Queens (Musikporträt)
- 2012: Chinas neue Musentempel (Dokumentation)
- 2013: Sängerkrieg auf Hoher See. Ein Film in vier Teilen (Musikfilm/Dokumentation)
- 2013: Die Akte Beethoven (Dokumentarspiel)
- 2013: Wagnerwahn (Dokumentarspiel)
- 2014: Die Akte Tschaikowsky – Bekenntnisse eines Komponisten (Dokumentarspiel)
- 2015: Beauty Is a Crime – Schönheit ist ein Verbrechen (Konzertfilm)
- 2016: Die Florence Foster Jenkins Story (Kino-Dokumentarfilm)
- 2018: The Art of Museums – Museo del Prado (Dokumentarfilm)
- 2020: Osterkonzert mit Cameron Carpenter im Konzerthaus Berlin (Musikfilm)
- 2020: Salut Salon – Ein Quartett auf Truck-Tour (Musikfilm)
- 2020: Liebe an Erde (Musikvideo)
- 2021: Stabat Mater (Musikfilm)
- 2021: We Care For You (Musikvideo)